# Mary Guiney
Marie Guiney, née le 2 mars 1901 et morte le 23 août 2004, est une femme d'affaires et une centenaire irlandaise, connue en tant que présidente du grand magasin Clerys à Dublin.

## Biographie

### Jeunesse
Marie Leahy est née le 2 mars 1901, à la ferme familiale de Creeves près de Shanagolden, dans le Comté de Limerick. Ses parents étaient John et Hannah Leahy (née Cuddihy). On pense qu'elle avait un frère aîné et une sœur, une sœur cadette et deux frères plus jeunes. Elle a fréquenté le collège dominicain d'Eccles Street à Dublin. Après avoir quitté l'école, elle a travaillé à Guineys & Co. qui appartenait à Denis Guiney.

### Carrière
Elle épouse Denis Guiney le 19 octobre 1938 dans la Pro-cathédrale Sainte-Marie de Dublin. Mary Guiney est associée à l'entreprise et sous la supervision du couple la boutique prospère au 79-80 rue Talbot. Ce succès leur a permis d'acheter la grand magasin Clerys & Company sur O'Connell Street, après qu'il a été mis sous séquestre en 1941. Ils forment alors une nouvelle société à responsabilité limitée en août 1941. De manière fort inhabituelle pour l'époque, Mary Guiney devient aux côtés de son mari seule administratrice de l'entreprise. Malgré le contexte difficile de cette prise de contrôle en pleine Seconde Guerre mondiale, elle apparait comme une cheffe d'entreprise avisée alors que Clerys connaît une augmentation de 1000 % de son chiffre d'affaires. Les Guineys investissent dans Clerys : ils ouvrent deux restaurants, une salle de bal, trois bars, et 42 comptoirs de vente sur le magasin de quatre étages.
Beaucoup attribuent à Clerys le maintien de nombreux petits fournisseurs irlandais au cours de la guerre et par la suite, et ainsi d'avoir eu un effet positif sur l'économie irlandaise. En 1967, le magasin avait plus de 1 000 employés et attirait des milliers de clients de toute l'Irlande. Clerys est devenu connu pour ses soldes ayant lieu deux fois par an. Au cours de la première vente en 1941, la circulation a dû être bloquée dans O'Connell Street. En raison des profondes convictions religieuses de Mary Guiney, Clerys accueillit de nombreux événements de charité, en particulier pour les personnes âgées ou les personnes isolées de Dublin. À partir de 1954, Clerys propose l'après-midi du thé et des animations pour 100 personnes âgées.
Denis Guiney meurt en 1967, et après la contestation du testament de son mari Mary Guiney conserve le contrôle de leur entreprise avec une part de 52 % ; elle reste présidente du conseil d'administration. Arthur Walls, neveu de Denis Guiney, prend le contrôle la gestion quotidienne des magasins. Mary Guiney a failli mourir en mai 1974, lorsqu'elle se retrouva prise dans les attentats de Dublin et Monaghan de la rue Talbot.

### Fin de vie
Au fil du temps, Mary Guiney a confié des postes de gestionnaires et d'administrateurs à des proches tout en conservant le contrôle de l'entreprise et en résistant aux suggestions de vente de l'entreprise ou de ses actifs. Parmi les ventes qu'elle a refusées, une OPA de John Teeling en 1987 et l'échec d'un rachat en 1999 par le directeur général, Tom Rea. À propos de l'offre de Teeling, elle a déclaré : « Pourquoi voudrais-je vendre la meilleure affaire et le meilleur bâtiment d'Irlande ? ». Jusqu'à l'âge de 99 ans, Guiney a visité la boutique et a assisté à des réunions du conseil d'administration. Elle a signé le bilan annuel de la société jusqu'en 2004 à l'âge de 103 ans, ce qui en fait potentiellement la plus ancienne directrice de société d'Irlande.
En grande partie, Guiney a été considérée comme ne faisant pas le meilleur parti des opportunités qui se pose lors du boom économique irlandais de la fin des années 1990. En 1999, elle a vendu sa maison sur la Howth Road pour 4 millions de livres sterling. Dans ces années plus tard, Guiney a résisté à des changements au sein de Clerys, dont certains pensent que cela a endommagé le magasin et entravé sa capacité à susciter de nouveaux ou de plus jeunes clients. Après sa mort, ses actions ont été redistribués à un certain nombre de membres de la famille étendue.
Mary Guiney meurt au Beaumont Hospital, le 23 août 2004. Après une messe de funérailles à l'église Saint-Antoine de Clontarf, elle a été enterrée aux côtés de son mari et de sa première épouse au cimetière de Glasnevin.